# معركة تدمر (660)
معركة بين جيش علي بن أبي طالب و جيش معاوية بن أبي سفيان. أرسل "معاوية" ابن قيس وأمره أن يمر بأسفل واقصة وأخذ الأموال ومضى الى الثعلبية وقتل وأغار على مسلحة "علي"" وانتهى الى القطقطانه. لما بلغ الامر لعلي أرسل إليه حجر بن عدي في اربعة الاف وأعطاهم خمسين درهماً خمسين درهماً فلحق الضحاك بتدمر فقتل منهم تسعة عشر رجلاً و قتل من اصحابة رجلان و حجز بينهما الليل فهرب ضحاك و اصحابه ورجع حجر و من معه